# Орфографічна конференція (1901)
Ортографічна конференція 1901 року (нім. II. Orthographische Konferenz — також Друга ортографічна конференція) —  конференція, скликана в Берліні, з нормування німецького правопису, що спирався на прусську шкільну граматику. Перша конференція була скликана в 1876 році, проте результати її роботи не поклали кінця суперечкам про норми німецького правопису. У Німецькій імперії, Швейцарії та Австрії використовували власні варіанти ортографії, незважаючи на домовленість використовувати загальні правила.

## Історія орфографічної конференції

### Передумови конференції
У 1879 Баварія прийняла власні правила, слідом за нею правила розробила Австрія. В 1880 році в Пруссії Вільгельмом Вільмансом була розроблена власна система правил для прусських шкіл (нім. Preußische Schulorthographie — прусська шкільна орфографія), яка різко відрізнялася від баварської. Були унормовані дієслова, що закінчуються на -iren/-ieren (став використовуватися інший варіант), та іменники, що закінчуються на -niß/-nis (другий варіант). У той же час Конрад Дуден, ґрунтуючись на двох орфографічних системах, пише свій словник «Повний орфографічний словник німецької мови — за новими прусськими і баварськими правилами» (нім. Vollständiges Orthographisches Wörterbuch der deutschen Sprache – Nach den neuen preußischen und bayerischen Regeln), що включає 27 000 слів. У 1892 правила Дудена були прийняті школами Швейцарії.

### Хід конференції
Конференція відбулася в Берліні 17—20 червня 1901 року. Негласно конференція іменувалася «Нарада з уніфікації німецького правопису» (нім. Beratungen über die Einheitlichkeit der deutschen Rechtschreibung), в історії німецького правопису її часто іменують Другою орфографічною конференцією. У конференції брали участь уповноважені з 26 країн, австрійський комісар, спостерігачі — представники друкарської справи і книжкової торгівлі. Також були присутні Конрад Дуден і Вільгельм Вільманс, що брали участь у роботі й на Першій конференції.

## Підсумки конференції
- Однозначно була вирішена доля літери h після t: було вирішено прибрати її з німецьких слів (Tal, Tür замість Thal, Thür), залишивши лише в запозичених словах (Thron, Theater) і в таких поняттях як Thing або Thor.
- Кінцева літера ß в словах, що закінчуються на -niß, замінювалася на s (-nis в словах Geheimnis, Kenntnis).
- Запозичення, наповнили лексичний фонд німецької мови, повинні були послідовно вкорінюватися і вклинюватися в німецьке лист, що однак не означало радикальної заміни, наприклад, літери c на k або z. Слова продовжували писатися різними варіантами (Accent поряд з Akzent, central поряд з zentral, social поряд з sozial і так далі).
- Запозичення, що закінчуються на -iren, стали закінчуватися на -ieren (regieren, addieren).
- Заміна c на k в іменах власних: Kassel замість Cassel, Köln замість Cöln, Köthen замість Cöthen.
- Локально орфографічні правила втручалися у фонетику, наприклад, при співвіднесенні вимови і написання слова Epheu, що перейшло у Efeu.
- Допускалося подвоєння приголосних (Brennessel).
- Змінилися правила переносу слів так, що буквосполучення pf, dt могли поділятися (kämp-fen, Verwand-te), st такою можливістю не володіло (lu-stig). Раніше ж навпаки dt було не розділимо, а st вільно поділялося при перенесенні.
- Від деяких положень, які вже звучали на першій конференції, відмовилися. Зокрема, щоб не спровокувати чергову відмову деяких країн від нових правил, було вирішено не змінювати звичне написання літери есцет.